# 克拉斯诺希尔斯凯 (扎波罗热州)
47°49′18″N 36°20′45″E / 47.82167°N 36.34583°E
克拉斯諾希爾斯凱（烏克蘭語：Красногірське）是位於烏克蘭東南部的村莊，由扎波羅熱州波洛希區的胡利亚伊波莱市镇負責管轄。該村面積0.29平方公里，海拔高度102米，2001年人口27，人口密度每平方公里92.2人。